# Larry Kenon
Larry Joe Kenon (né le 13 décembre 1952 à Birmingham, en Alabama) est un ancien joueur américain de basket-ball.
Ailier de 2,05 m ayant eu une carrière productive en American Basketball Association (ABA) et en National Basketball Association (NBA), Kenon joua pour les New York Nets, les Spurs de San Antonio, les Bulls de Chicago, les Warriors de Golden State et les Cavaliers de Cleveland.

## Université
Kenon passa de Amarillo College à l'université de Memphis. Lors de son année junior, en 1972-73, il inscrivit 20,1 points et 16,7 rebonds par match, menant les Tigers en finale NCAA, où ils s'inclinèrent face aux UCLA Bruins de Bill Walton. À l'issue de cette saison, Kenon quitta les rangs de Memphis State pour devenir professionnel.

## La ABA
En 1973, les Pistons de Détroit sélectionnèrent Kenon au 3e tour (15e rang) de la Draft de la NBA. Il fut également drafté par les Memphis Tams en ABA, mais les Nets de New York protégèrent ses droits. Lors de la saison 1973-74 avec les Nets, Kenon compila 15,9 points et 11,5 rebonds par match. Il remporta également le titre de champion ABA 1974 aux côtés de Julius Erving.
Après une saison 1974-1975 à 18,7 points de moyenne, Kenon fut transféré aux Spurs de San Antonio contre Swen Nater. Il réalisa des statistiques similaires (18,7 points et 11,1 rebonds par match) lors de la dernière saison des Spurs en ABA avant qu'il ne rejoigne la NBA et les Nets, puis les Nuggets de Denver et les Pacers de l'Indiana.
Kenon participa au All-Star Game ABA lors de ses trois saisons dans la ligue, et participa au premier Slam Dunk Contest lors du All-Star Game ABA 1976. En 249 matchs ABA, Kenon a inscrit 4 419 points et capté 2 759 rebonds pour une moyenne de 17,7 points et 11,1 rebonds.

## La NBA
Kenon forma un duo explosif de scoreurs à San Antonio avec George Gervin. Durant quatre saisons consécutives, les deux coéquipiers inscrivirent au moins 20 points par match. Kenon marqua 21,9 points (1976-1977), 20,6 points (1977-1978), 22,1 points (1978-1979) et 20,1 points (1979-1980). Il fut sélectionné à deux reprises au NBA All-Star Game en 1978 et 1979. Il réussit une moyenne de 10,7 rebonds par match lors de chacune de ses quatre saisons.
À l'issue de la saison 1979-1980 Kenon signa avec les Bulls de Chicago. Son temps de jeu diminua à Chicago (28,1 minutes durant la saison 1980-1981, alors qu'il ne jouait jamais moins de 34,6 minutes auparavant), mais il maintint sa production offensive durant cette période puisqu'il inscrivit 14,1 points par match; cependant, ce fut sa dernière saison.
Lors de ses sept saisons NBA, Kenon disputa 503 matchs et inscrivit 8 535 points pour une  moyenne de 17.0 par match. Ses totaux NBA et ABA sont de 12 954 points pour une moyenne de 17,2.

## Autres performances
- Le 26 décembre 1976, lors d'un match contre les Kansas City Kings à la Kemper Arena, Kenon établit un record NBA du nombre d'interceptions en un match avec 11. Le joueur des New Jersey Nets, Kendall Gill égala ce record le 3 avril 1999 face au Miami Heat.
- Memphis State, devenu aujourd'hui l'université de Memphis, a retiré les numéros de nombreux joueurs, tels que Larry Finch, Keith Lee et Anfernee Hardaway, mais jamais celui de Larry Kenon, bien qu'il ait réussi l'une des meilleures carrières professionnelles parmi les joueurs passées à Memphis State.
- Kenon avait comme surnom « Special K. »  L'une de ses spécialités était de capter les rebonds d'une seule main.

## Pour approfondir
- Liste des joueurs de NBA avec 9 interceptions et plus sur un match.